# Haboker Or
«Haboker Or» («Габокер-Ор»; «Ха-Бокер ор») — ежемесячный научно-литературный журнал, издававшийся в конце XIX века в Российской империи.
Журнал «Haboker Or» выходил под редакцией Авраама Бер Готтлобера в 1876—1878 гг. во Львове (при ближайшем участии Реувена Ашера Браудеса), в 1879—1881 и 1885—1886 гг. в городе Варшаве.
За недостатком средств печатное издание неоднократно меняло свою периодичность: в первые три года выходило по 6 выпусков, в 1879 — 12, в 1880 и 1881 гг. — вновь по шесть, a в 1885—1886 — всего пять.
Журнал «Haboker Or» не отличался ярко выраженным направлением, и первые годы почти всецело был посвящён полемике с редактором «Гашахара», Смоленскиным, по поводу его резко отрицательного отношения к М. Мендельсону и его эпохе.
Стеснённый в средствах для издания журнала редактор «Haboker Or» не мог уделить должного внимания его редактированию, и номера часто наполнялись случайным материалом.
Ценным вкладом в литературу являются печатавшиеся в течение нескольких лет: нашумевший роман Браудеса «Hadath weha-Ghajim» и представляющие значительный культурно-исторический интерес воспоминания редактора журнала. В одном из первых выпусков журнала (1876, V) были опубликованы найденные отрывки из пинкоса Ваада и из старинного пинкоса города Дубно.
Последний номер журнала «Haboker Or» был издан в 1878 году.